# أنديلكو ديوريتشيتش
أنديلكو ديوريتشيتش (بالصربية: Анђелко Ђуричић)‏ (مواليد 21 نوفمبر 1980 في بانتشيفو) لاعب كرة قدم صربي يلعب حاليا لصالح نادي يونياو ليريا البرتغالي .

## وصلات خارجية
- أنديلكو ديوريتشيتش على موقع الاتحاد الدولي (مؤرشف)  (الإنجليزية)
- أنديلكو ديوريتشيتش على موقع الاتحاد الأوربي (الإنجليزية)
- أنديلكو ديوريتشيتش على موقع قاعدة بيانات كرة القدم.إي يو (الإنجليزية)
- أنديلكو ديوريتشيتش على موقع ناشيونال فوتبول تيمز (الإنجليزية)
- أنديلكو ديوريتشيتش على موقع Soccerway.com (الإنجليزية)
- أنديلكو ديوريتشيتش على موقع عالم كرة القدم.نت (الإنجليزية)